# Yongin
Yongin (hangul 용인시, hanja 龍仁市) är en stad i den sydkoreanska provinsen Gyeonggi. Folkmängden var 1 090 907 invånare i slutet av 2020, varav 945 948 invånare bodde i centralortens 22 stadsdelar (dong).
Staden är indelad i tre stadsdistrikt (gu): Cheoin-gu, Giheung-gu och Suji-gu.